# Decametra taprobanes
Decametra taprobanes is een haarster uit de familie Colobometridae.
De wetenschappelijke naam van de soort werd in 1909 gepubliceerd door Austin Hobart Clark.